# Valve Regulated Lead Acid

VRLA akumulátor

VRLA (z anglického Valve Regulated Lead Acid) je označení pro bezúdržbové ventilem řízené olověné akumulátory.
Dále se dělí na:
- AGM a
- gelové akumulátory.

Často se jim říká hermetizované akumulátory, což není tak úplně pravda – vzhledem k vyvíjenému plynu kompletně uzavřené být nemohou – obsahují ventil (gumovou čepičku), který při zvýšení tlaku plyny uvolní.
„Ventilem řízené“ vlastně nevysvětluje jejich funkci, že to jsou rekombinační baterie; kyslík vzniklý u kladné elektrody reaguje s olovem v záporné elektrodě a vytvoří síran olovnatý, takže záporná elektroda je v podstatě "chemicky vybíjena" a nedosáhne stavu plného nabití. Z toho důvodu se na ní vytváří jen velmi malé množství vodíku, který vzniká v důsledku nízké hodnoty "přepětí vodíku". Ventily jsou nezbytné, protože vznikající vodík zvyšuje tlak uvnitř akumulátoru. Při dosažení určitého přetlaku se plyny uvolní a tlak uvnitř akumulátoru poklesne. Uvolnění přetlaku přes ventil se periodicky opakuje a četnost závisí na provozních podmínkách (zejména teplota a napětí při nabíjení). Při uvolňování přetlaku se odpustí i vodní pára aktuálně přítomná v plynech uvnitř akumulátoru a dochází tak k postupnému vysychání elektrolytu.

## Použití
Mezi hlavní použití patří systémy záložního napájení, UPS, nouzová světla, solární systémy

## Konstrukce
Každá baterie se skládá nejčastěji z 3, 6 nebo 12 článků pro výsledné napětí 6 V, 12 V, respektive 24 V. Každý článek má bezpečnostní ventil (gumovou čepičku), která se nadzvedne, pokud dojde k vývinu plynů (při vysokých proudech, teplotě, přebíjení...)

## Srovnání s klasickými akumulátory
Ve srovnání s klasickými akumulátory se zaplavenými elektrodami nabízejí několik výhod – mohou být umístěny v jakékoliv poloze, jsou bezúdržbové – díky rekombinaci nepotřebují dolévat vodu a také produkují výrazně menší množství potenciálně výbušných plynů.